# Distretto di Nyon
Il distretto di Nyon è un distretto del Canton Vaud, in Svizzera. Confina con i distretti di La Vallée a nord, di Aubonne e di Rolle a est, con il Canton Ginevra a sud e con la Francia (dipartimenti dell'Alta Savoia a est e dell'Ain a ovest nel Rodano-Alpi e del Giura nella Franca Contea a nord-ovest). Il capoluogo è Nyon. Comprende una parte del lago di Ginevra.

## Comuni
Amministrativamente è diviso in 47 comuni:
| Stemma               | Nome                 |
| -------------------- | -------------------- |
| Arnex-sur-Nyon       | Arnex-sur-Nyon       |
| Arzier-Le Muids      | Arzier-Le Muids      |
| Bassins              | Bassins              |
| Begnins              | Begnins              |
| Bogis-Bossey         | Bogis-Bossey         |
| Borex                | Borex                |
| Bursinel             | Bursinel             |
| Bursins              | Bursins              |
| Burtigny             | Burtigny             |
| Chavannes-de-Bogis   | Chavannes-de-Bogis   |
| Chavannes-des-Bois   | Chavannes-des-Bois   |
| Chéserex             | Chéserex             |
| Coinsins             | Coinsins             |
| Commugny             | Commugny             |
| Coppet               | Coppet               |
| Crans-près-Céligny   | Crans-près-Céligny   |
| Crassier             | Crassier             |
| Duillier             | Duillier             |
| Dully                | Dully                |
| Essertines-sur-Rolle | Essertines-sur-Rolle |
| Eysins               | Eysins               |
| Founex               | Founex               |
| Genolier             | Genolier             |
| Gilly                | Gilly                |
| Gingins              | Gingins              |
| Givrins              | Givrins              |
| Gland                | Gland                |
| Grens                | Grens                |
| La Rippe             | La Rippe             |
| Le Vaud              | Le Vaud              |
| Longirod             | Longirod             |
| Luins                | Luins                |
| Marchissy            | Marchissy            |
| Mies                 | Mies                 |
| Mont-sur-Rolle       | Mont-sur-Rolle       |
| Nyon                 | Nyon                 |
| Perroy               | Perroy               |
| Prangins             | Prangins             |
| Rolle                | Rolle                |
| Saint-Cergue         | Saint-Cergue         |
| Saint-George         | Saint-George         |
| Signy-Avenex         | Signy-Avenex         |
| Tannay               | Tannay               |
| Tartegnin            | Tartegnin            |
| Trélex               | Trélex               |
| Vich                 | Vich                 |
| Vinzel               | Vinzel               |
|                      | Totale (47)          |